# غولدست كوك
غولدست كوك (بالإنجليزية: Dustin Cook)‏ (و. 1989  م) هو متزلج جبال كندي، ولد في تورونتو.
.

## روابط خارجية
- غولدست كوك على موقع الاتحاد الدولي للتزلج (التزلج على المنحدرات الثلجية) (الإنجليزية)
- غولدست كوك على موقع اللجنة الأولمبية الدولية (الإنجليزية)
- غولدست كوك على موقع أوليمبيديا (الإنجليزية)
- غولدست كوك على موقع اللجنة الأولمبية الكندية (الإنجليزية)